# Mirna Zidarić
Mirna Zidarić (Zagreb, 14. siječnja 1970.) hrvatska je sportska novinarka i urednica. Jedna je od najistaknutijih sportskih novinarki HRT-a, gdje je provela više od 25 godina karijere.
U rodnom Zagrebu završila je osnovnu školu te srednju školu Centar za upravu i pravosuđe. Završila je studij na Pravnom fakultetu Sveučilišta u Zagrebu 1994. godine. U mladosti se aktivno bavila sportom, uključujući košarku u klubu Lokomotiva i karate, no sportsku karijeru prekinula je nakon ozljede križnih ligamenata.
Svoju novinarsku karijeru započela je 1994. godine kao honorarna suradnica Sportske redakcije HRT-a, gdje je dvije godine kasnije primljena u stalni radni odnos. Tijekom svoje karijere izvještavala je s brojnih prestižnih sportskih događaja, uključujući: Olimpijske igre u Ateni, Pekingu i Londonu, teniske turnire Wimbledon i Roland Garros i dr.
Profilirala se kao najprepoznatljivije lice sportskog dijela Dnevnika HTV-a, nastavljajući tradiciju ugledne sportske novinarke Milke Babović.
Mirna Zidarić upoznala je svog supruga Zorana Zidarića, zagrebačkog arhitekta i brata glumca Krešimira Zidarića, na Olimpijskim igrama u Barceloni 1992. godine. Par se vjenčao 1994. godine i ima dva sina, Bornu i Marina.

## Zanimljivosti
Mira Bićanić prva je i jedina hrvatska natjecateljica koja je 2003. osvojila milijun kuna u TV kvizu Tko želi biti milijunaš?.
Njezino je posljednje pitanje bilo: Koja je od navedenih tv-voditeljica godine 2001. istrčala Pariški maraton? Ponuđeni odgovori bili su: 
A: Mirjana Hrga B: Sandra Antolić
C: Mirna Zidarić D: Ines Preindl
Točan odgovor bio je pod B.